# 윈도우 7 에디션
윈도우 7은 6가지의 에디션(일부 국가에 따라 조금씩 다르다)으로 배포되었다. 홈 프리미엄과 프로페셔널 에디션은 리테일 버전으로 널리 사용될 것이며 나머지는 개발자 환경이나 대기업에서 사용될 것으로 보고 있다.
스타터 에디션을 제외한 모든 에디션은 32비트와 64비트를 지원한다.

## 업그레이드
윈도우 비스타 사용자는 자신이 사용하려고 하는 윈도우 7이 동일한 아키텍처, 업그레이드 가능한 에디션, 동일한 언어를 가지고 있는 경우 윈도우 7로 업그레이드할 수 있으나 윈도우 XP 사용자는 새로 설치해야 한다. 윈도우 7으로 업그레이드하면 낮은 에디션에서 더 좋은 에디션으로 업그레이드할 수 있는 윈도우 엔터프라이즈와 얼티밋을 제외한 나머지는 애니타임 업그레이드를 이용해 언제든지 자신이 원하면 업그레이드를 할 수 있다.

## 에디션
스타터 (Windows 7 Starter)
넷북 등의 용도로 경량화에 초점을 맞추어 개발한 에디션으로, 32비트만 지원한다. 윈도우 에어로를 사용할 수 없으며, 하드 디스크의 최대 용량이 250GB로 제한된다. 발매 초기에는 3개 이상의 응용 프로그램을 띄울 수 없게 제한이 있었지만, 이후 업데이트를 통해 제한이 사라졌다. 이 에디션은 제조 회사의 컴퓨터에 이미 설치되어 있는 OEM 형태로 사용할 수 있다.
홈 베이직 (Windows 7 Home Basic)
브라질, 중화인민공화국, 필리핀, 인도, 파키스탄, 멕시코, 인도네시아, 터키 등의 개발도상국에만 배포되며 오스트레일리아, 캐나다, 프랑스, 독일, 미국, 영국, 대한민국, 일본, 홍콩, 마카오, 중화민국(타이완) 등에는 배포되지 않는다. 실행할 수 있는 응용 프로그램 수에는 제한이 없지만, 윈도우 에어로 기능이 제한적이고, 멀티 터치, 윈도우 미디어 센터 및 프리미엄 게임이 포함되지 않는다.
홈 프리미엄 (Windows 7 Home Premium)
이 에디션은 가정용으로 만들어졌으며 윈도우 미디어 센터, 윈도우 에어로 인터페이스, 멀티 터치, 프리미엄 게임이 가능하다.
프로페셔널 (Windows 7 Professional)
이 에디션은 중소기업용으로 만들어졌으며 홈 프리미엄의 모든 기능을 포함하고 여기에 몇 가지 새로운 기능이 추가되었다.
단, 프리미엄 게임은 기본적으로 설정되어 있지 않다. 볼륨 라이선스 형태로도 제공된다.
엔터프라이즈 (Windows 7 Enterprise)
대기업용으로 만들어진 에디션이며 볼륨 라이선스 형태로 제공된다. MUI 언어팩과 비트로커 드라이브 암호화 기능을 사용할 수 있다. 테크넷에서 2010년 3월 31일까지 제한 수량에 한하여 영어, 프랑스어, 독일어, 일본어, 스페인어판의 90일 평가판을 내려받을 수 있었으나 현재 내려받을 수 없다. 얼티밋 버전과 기능 차이는 존재하지 않지만, 윈도우 프리미엄 게임은 기본적으로 설정되어 있지 않다.
얼티밋 (Windows 7 Ultimate)
엔터프라이즈의 모든 기능을 포함하고 있으며 기업과 계약 판매를 기본으로 하는 엔터프라이즈와는 달리 개인용으로 구입이 가능하다. 홈 프리미엄과 프로페셔널 사용자는 비용을 지불하고 윈도우 애니타임 업그레이드로 업그레이드할 수 있다. 윈도우 비스타 얼티밋에는 있던 엑스트라 기능이 윈도우 7에는 없다.
참고
홈 프리미엄 / 프로페셔널 → 얼티밋 에디션으로 업그레이드할 때 별도의 다운로드, 또는 추가 업그레이드 DVD가 필요하지 않다. 초기 설치되는 파일에 모든 기능이 들어가 있으나, 배포되는 초기 버전에 따라 해당 기능이 제한될 뿐이다.

## 에디션별 기능

### 가격 비교 표
| 가격 및 기능                          | 스타터                         | 홈 베이직                          | 홈 프리미엄  | 프로페셔널                 | 엔터프라이즈              | 얼티밋       |
| ------------------------------------- | ------------------------------ | ---------------------------------- | ------------ | -------------------------- | ------------------------- | ------------ |
| 라이선스 형식                         | OEM                            | 리테일과 OEM 개발도상국용 라이선스 | 리테일과 OEM | 리테일과 OEM 볼륨 라이선스 | 볼륨 라이선스 (KMS / MAK) | 리테일과 OEM |
| 가격                                  | 전체 및 업그레이드용 버전 가격 |                                    |              |                            |                           |              |
| 전체 버전                             | N/A                            | N/A                                | ₩239,000     | ₩359,000                   | N/A                       | ₩379,000     |
| 업그레이드용 버전                     | N/A                            | N/A                                | ₩139,000     | ₩267,000                   | N/A                       | ₩279,000     |
| 애니타임 업그레이드 (홈 프리미엄으로) | ₩109,000                       | N/A                                | N/A          | N/A                        | N/A                       | N/A          |
| 애니타임 업그레이드 (프로페셔널로)    | ₩139,000                       | N/A                                | ₩129,000     | N/A                        | N/A                       | N/A          |
| 애니타임 업그레이드 (얼티밋으로)      | ₩199,000                       | N/A                                | ₩199,000     | ₩199,000                   | N/A                       | N/A          |

### 기능
| 기능                                           | 에디션별 기능 및 사용 가능 프로그램 |                            |                            |                            |                            |                            |
| 스타터                                         | 홈 베이직                           | 홈 프리미엄                | 프로페셔널                 | 엔터프라이즈               | 얼티밋                     |                            |
| 인식할 수 있는 최대 물리 메모리 (RAM) (32비트) | 2GB                                 | 4GB                        | 4GB                        | 4GB                        | 4GB                        | 4GB                        |
| 인식할 수 있는 최대 물리 메모리 (RAM) (64비트) | 존재하지 않음                       | 8GB                        | 16GB                       | 192GB                      | 192GB                      | 192GB                      |
| 인식할 수 있는 최대 물리 CPU                   | 1                                   | 1                          | 1                          | 2                          | 2                          | 2                          |
| 가젯                                           | 예                                  | 예                         | 예                         | 예                         | 예                         | 예                         |
| AVCHD                                          | 아니요                              | 예                         | 예                         | 예                         | 예                         | 예                         |
| 다중 모니터                                    | 아니요                              | 예                         | 예                         | 예                         | 예                         | 예                         |
| 빠른 사용자 전환                               | 아니요                              | 예                         | 예                         | 예                         | 예                         | 예                         |
| 데스크톱 창 관리자                             | 아니요                              | 예                         | 예                         | 예                         | 예                         | 예                         |
| 윈도우 모바일 센터                             | 아니요                              | 예                         | 예                         | 예                         | 예                         | 예                         |
| 인터넷을 통해 인쇄                             | 아니요                              | 예                         | 예                         | 예                         | 예                         | 예                         |
| 윈도우 자녀 보호                               | 아니요                              | 예                         | 예                         | 예                         | 예                         | 예                         |
| 64비트 버전                                    | 아니요                              | 예, 리테일 SKU는 제외      | 예                         | 예                         | 예                         | 예                         |
| 윈도우 에어로                                  | 아니요                              | 일부                       | 예                         | 예                         | 예                         | 예                         |
| 인터넷 연결 공유                               | 아니요                              | 아니오                     | 예                         | 예                         | 예                         | 예                         |
| DVD (MPEG-2와 돌비 디지털) 디코더              | 아니요                              | 아니오                     | 예                         | 예                         | 예                         | 예                         |
| 멀티 터치                                      | 아니요                              | 아니오                     | 예                         | 예                         | 예                         | 예                         |
| 윈도우 미디어 센터                             | 아니요                              | 아니오                     | 예                         | 예                         | 예                         | 예                         |
| 윈도우 미디어 플레이어 장치로 캐스트           | 아니요                              | 아니오                     | 예                         | 예                         | 예                         | 예                         |
| 프리미엄 게임                                  | 아니요                              | 아니오                     | 예                         | 예                         | 예                         | 예                         |
| 홈 그룹                                        | 가입만 가능                         | 가입만 가능                | 가입 및 생성 가능          | 가입 및 생성 가능          | 가입 및 생성 가능          | 가입 및 생성 가능          |
| 백업 및 복원 센터를 사용하여 네트워크에 백업   | 아니오                              | 아니오                     | 아니오                     | 일부                       | 예                         | 예                         |
| 원격 데스크톱 서비스                           | 아니오                              | 아니오                     | 아니오                     | 예                         | 예                         | 예                         |
| 동적 디스크                                    | 아니오                              | 아니오                     | 아니오                     | 예                         | 예                         | 예                         |
| 암호화 파일 시스템                             | 아니오                              | 아니오                     | 아니오                     | 예                         | 예                         | 예                         |
| 위치 인식 인쇄                                 | 아니오                              | 아니오                     | 아니오                     | 예                         | 예                         | 예                         |
| 프레젠테이션 모드                              | 아니오                              | 아니오                     | 아니오                     | 예                         | 예                         | 예                         |
| 그룹 정책                                      | 아니오                              | 아니오                     | 아니오                     | 예                         | 예                         | 예                         |
| 오프라인 파일 및 폴더 리디렉션                 | 아니오                              | 아니오                     | 아니오                     | 예                         | 예                         | 예                         |
| 윈도우 서버 도메인 합류                        | 아니오                              | 아니오                     | 아니오                     | 예                         | 예                         | 예                         |
| 윈도우 XP 모드                                 | 아니오                              | 아니오                     | 아니오                     | 예                         | 예                         | 예                         |
| 소프트웨어 제한 정책                           | 아니오                              | 아니오                     | 아니오                     | 예                         | 예                         | 예                         |
| 원격 관리 도구                                 | 아니오                              | 아니오                     | 아니오                     | 예                         | 예                         | 예                         |
| AD LDS                                         | 아니오                              | 아니오                     | 아니오                     | 예                         | 예                         | 예                         |
| 앱 로커 (AppLocker)                            | 아니오                              | 아니오                     | 아니오                     | 정책 생성 가능, 강제 불가  | 정책 생성 및 강제 가능     | 정책 생성 및 강제 가능     |
| 에어로 글래스 리모팅                           | 아니오                              | 아니오                     | 아니오                     | 아니오                     | 예                         | 예                         |
| 윈도우 미디어 플레이어 멀티미디어 리디렉션     | 아니오                              | 아니오                     | 아니오                     | 아니오                     | 예                         | 예                         |
| 원격 데스크톱 세션에서 오디오 녹음             | 아니오                              | 아니오                     | 아니오                     | 아니오                     | 예                         | 예                         |
| 원격 데스크톱 세션에서 다중 모니터             | 아니오                              | 아니오                     | 아니오                     | 아니오                     | 예                         | 예                         |
| 엔터프라이즈 검색 범위                         | 아니오                              | 아니오                     | 아니오                     | 아니오                     | 예                         | 예                         |
| 연합하여 검색                                  | 아니오                              | 아니오                     | 아니오                     | 아니오                     | 예                         | 예                         |
| 비트로커 드라이브 암호화                       | 아니오                              | 아니오                     | 아니오                     | 아니오                     | 예                         | 예                         |
| 브랜치캐시 (BranchCache)                       | 아니오                              | 아니오                     | 아니오                     | 아니오                     | 예                         | 예                         |
| 다이렉트 액세스 (DirectAccess)                 | 아니오                              | 아니오                     | 아니오                     | 아니오                     | 예                         | 예                         |
| 유닉스 응용 프로그램용 서브 시스템 (SFU)       | 아니오                              | 아니오                     | 아니오                     | 아니오                     | 예                         | 예                         |
| 언어 팩                                        | 아니오                              | 아니오                     | 아니오                     | 아니오                     | 예                         | 예                         |
| 가상 데스크톱 인프라 (VDI) 향상                | 아니오                              | 아니오                     | 아니오                     | 아니오                     | 예                         | 예                         |
| 가상 데스크톱 인프라 (VDI) 라이선스            | 아니오                              | 아니오                     | 아니오                     | 아니오                     | 예                         | 예                         |
| VHD 부팅                                       | 아니오                              | 아니오                     | 아니오                     | 아니오                     | 예                         | 예                         |
| 사용 가능한 언어간 전환                        | 아니오                              | 아니오                     | 아니오                     | 아니오                     | 예                         | 예                         |
| 제품 지원                                      | 2020년 1월 14일(지원 종료)          | 2020년 1월 14일(지원 종료) | 2020년 1월 14일(지원 종료) | 2020년 1월 14일(지원 종료) | 2020년 1월 14일(지원 종료) | 2020년 1월 14일(지원 종료) |
| 가격 및 기능 / 사용 가능 프로그램              | 스타터                              | 홈 베이직                  | 홈 프리미엄                | 프로페셔널                 | 엔터프라이즈               | 얼티밋                     |

## 같이 보기
- 윈도우 XP 에디션
- 윈도우 비스타 에디션
- 윈도우 8 에디션
- 윈도우 10 에디션